# Hilton Cobra
José Hilton Santos Almeida (Feira de Santana, 25 de maio de 1956), conhecido como Hilton Cobra ou Cobrinha, é um ator e diretor de teatro brasileiro.
Criou em 2001, no Rio de Janeiro, a Cia dos Comuns, com o objetivo de ampliar a presença de artistas negros no teatro brasileiro contemporâneo. Pela companhia, montou os espetáculos A Roda do Mundo (2001), Candances – A Reconstrução do Fogo (2003), Bakulo – os bem lembrados (2005) e Silêncio (2007). 
Entre 1993 e 1994 integrou o elenco do humorístico Os Trapalhões
Em 2008 interpretou o papel principal da adaptação de Luiz Marfuz para Triste Fim de Policarpo Quaresma. A peça, encenada pelo Núcleo do Teatro Castro Alves, ganhou o prêmio Braskem de melhor espetáculo em 2009.
Dirigiu o Centro Cultural José Bonifácio de 1993 a 2000. Nesse período, foi responsável pela criação de projetos como Nossas Yabás, “Projeto Griot” e “Zumbi Rio – 300 Anos”. Mais tarde, fundou o grupo de artistas negros Akoben.
Em 2013, foi nomeado presidente da Fundação Cultural Palmares.

## Filmografia

### Televisão
| Ano     | Título            | Personagem         | Notas                          |
| ------- | ----------------- | ------------------ | ------------------------------ |
| 1992    | Perigosas Peruas  | Operário           |                                |
| 1993–94 | Os Trapalhões     | Vários personagens |                                |
| 1997    | A Justiceira      | —                  | Episódio: "Cinzas no Planalto" |
| 2001    | Brava Gente       | Jaiminho           | Episódio: "Pastores da Noite"  |
| 2002    | Pastores da Noite | Jaiminho           | Episódio: "O Compadre de Ogum" |
| 2023    | Fuzuê             | Cata Ouro          |                                |
| 2024    | Vicky e a Musa    | Orlando Gutierrez  | Temporada 2                    |

### Cinema
| Ano  | Título            | Personagem      | Notas                          |
| ---- | ----------------- | --------------- | ------------------------------ |
| 2004 | O Deus da Raça    | Leitor da carta | Documentário de Curta-metragem |
| 2022 | Medida Provisória | Gaspar          | [ 5 ]                          |